# Week-end
Week-end is een Frans-Italiaanse film uit 1967 onder regie van Jean-Luc Godard.

## Verhaal
Corinne en Roland gaan met hun auto een weekeindje naar hun ouders. Dat is het begin van een bizarre tocht langs wegen vol auto-ongelukken met bosjes doden langs de weg. Al snel worden ze meegezogen in een spiraal van geweld, moord en zelfs kannibalisme.

## Rolverdeling
| Acteur             | Personage           |
| ------------------ | ------------------- |
| Mireille Darc      | Corinne             |
| Jean Yanne         | Roland              |
| Valérie Lagrange   | Prostituee          |
| Jean-Pierre Léaud  | Saint-Just          |
| Paul Gégauff       | Pianist             |
| Daniel Pommereulle | Joseph Balsamo      |
| Jean-Pierre Kalfon | Leider van het FLSO |